# Північний захід
Північний захід (Пн-Зх, NW від англ. Northwest) — проміжний напрямок між сторонами світу Північ і Захід. Окремий напрям на компасі, азимутальний кут 315°.

## Сприйняття в різних мовах
В багатьох мовах або зовсім не існує окремих слів для поняття північний захід, або ж є виразно двокорінними, на основі слів Північ і Захід.
В низці мов (зокрема в кельтських та угро-фінських) є окремі слова для позначення восьми горизонтальних напрямків сторін світу.
| Мова       | Пн-Зх   | Пн        | Зх     |
| ---------- | ------- | --------- | ------ |
| бретонська | Gwalarn | Norzh     | Kornôg |
| естонська  | Loe     | Põhi      | Lääs   |
| фінська    | Luode   | Pohjoinen | Länsi  |